# 그라드 (슬로베니아)

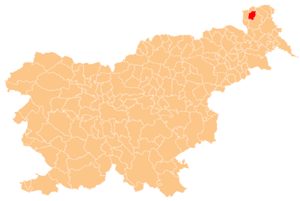
그라드의 위치

그라드(슬로베니아어: Grad, 헝가리어: Felsőlendva 펠쇨렌드버[*], 독일어: Oberlindau 오베를린다우[*])는 슬로베니아 북동부에 위치한 도시로 면적은 37.4km2, 인구는 2,302명(2008년 기준), 인구 밀도는 61.55명/km2이다. 전통적으로는 프레크무레 지역에 속한다.